# Валянский, Михаил Яковлевич
Михаил Яковлевич Валянский (1915—1987), участник Великой Отечественной войны, командир пулемётного взвода 932-го стрелкового полка 252-й стрелковой дивизии 46-й армии 2-го Украинского фронта,
Герой Советского Союза, младший лейтенант.

## Биография
Родился в семье рабочего. Еврей. В 1936 окончил аэрофотогеодезический техникум, работал техником-геодезистом. В РККА с 1937. Окончил военное пехотное училище в 1939.
Участник Великой Отечественной войны с июня 1941. В ночь на 30 марта 1945 года пулемётный взвод под его командой одним из первых переправился через реку Дунай в районе города Комарно (Словакия). Захватив плацдарм, пулемётчики с боями освободили город. Звание Героя Советского Союза присвоено 15 мая 1946 года.
После войны был уволен в запас, жил и работал в Севастополе.

## Награды
Указом Президиума Верховного Совета СССР от 15 мая 1946 года за мужество и героизм, проявленные при форсировании Дуная, младшему лейтенанту Валянскому Михаилу Яковлевичу было присвоено звание Героя Советского Союза с вручением ордена Ленина и медали «Золотая Звезда» (№ 9019).
Награждён орденом Ленина (15.05.1946), орденом Отечественной войны 1-й (11.03.1985) и 2-й степени, орденом Красной Звезды, медалями.

Могила Валянского на кладбище «Кальфа» в Севастополе.

## Память
Похоронен на Почётной аллее Севастопольского кладбища (5-й километр Балаклавского шоссе).